# 야음역
야음역(也音驛)은 대한민국 울산광역시 남구 야음2동(현 대현동)에 있던 철도역이다. 동해남부선이 지나는 역이었지만, 현재는 어떤 열차도 정차하지 않으며 그 흔적 조차 없어졌다.

## 개요
화물만 취급하는 역으로, 당시 울산선의 종점이며, 울산항선과 장생포선의 기점이었다. 1992년에 울산 도심구간 철도이설로 인해 폐지되었으며, 울산항선과 장생포선도 태화강역으로 이설되었다. 현재 야음역의 위치는 울산항선과 장생포선이 분기되는 여천오거리의 SK야음주유소 세차장이며, 세차장과 담장으로 구분된 도로(여천오거리 ~ 여천천)가 야음역 구내 및 구 울산선이다. 이 도로를 따라가면 예전 영업시절 사용하던 철도관사가 그대로 남아있다.

## 연혁
- 1953년 4월 11일 : 신호소로 영업 개시
- 1966년 12월 31일 : 역사신축 준공
- 1967년 1월 15일 : 보통역으로 승격[1]
- 1992년 8월 20일 : 울산도심구간 철도이설 완공으로 폐역[2]

## 역 주변
- 야음동 신화마을(벽화마을)
- 여천초등학교
- 남구 구민체육센터
- 야음역 구 철도관사
- 구민 테니스장 및 도산도서관